# بيتر كارول (لاعب دوري الرغبي)
بيتر كارول (بالإنجليزية: Peter Carroll)‏ هو لاعب دوري الرغبي أسترالي، ولد في 7 مارس 1932 في Largs, New South Wales ‏ في أستراليا.